# Åkarbrasa
Åkarbrasa eller åkarbrasor är ett sätt att snabbt få upp kroppstemperaturen och öka blodcirkulationen, särskilt efter att ha varit stilla en längre tid i kyligt väder. Det går till så att man i snabb takt omväxlande sträcker ut armarna och sedan slår ihop dem runt överkroppen/bålen. Detta kan med fördel kombineras med knäböj eller små nätta hopp för att vidare effektivisera de uppvärmande samt cirkulationsfrämjande effekterna.
Namnet kommer från att detta på hästvagnarnas tid bland annat praktiserades av frusna åkare, det vill säga vagnkuskar, i avsaknad av en brasa att värma sig framför. Ordet är belagt sedan 1880 enligt SAOB.